# Cavendish (Vermont)
Cavendish – miasto w Stanach Zjednoczonych, w stanie Vermont, w hrabstwie Windsor.